# Tomba delle Bighe

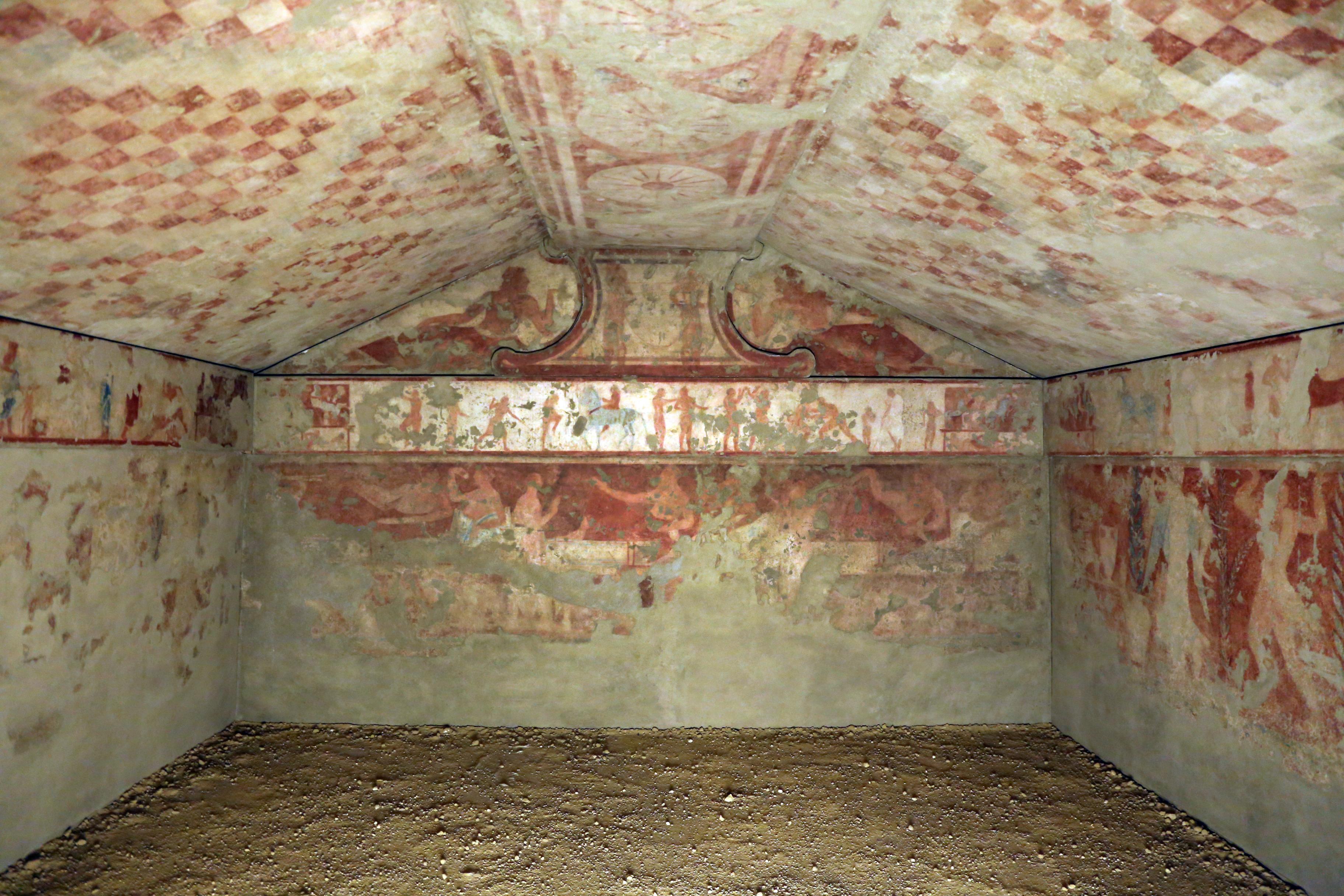
Die Rückwand des Grabes

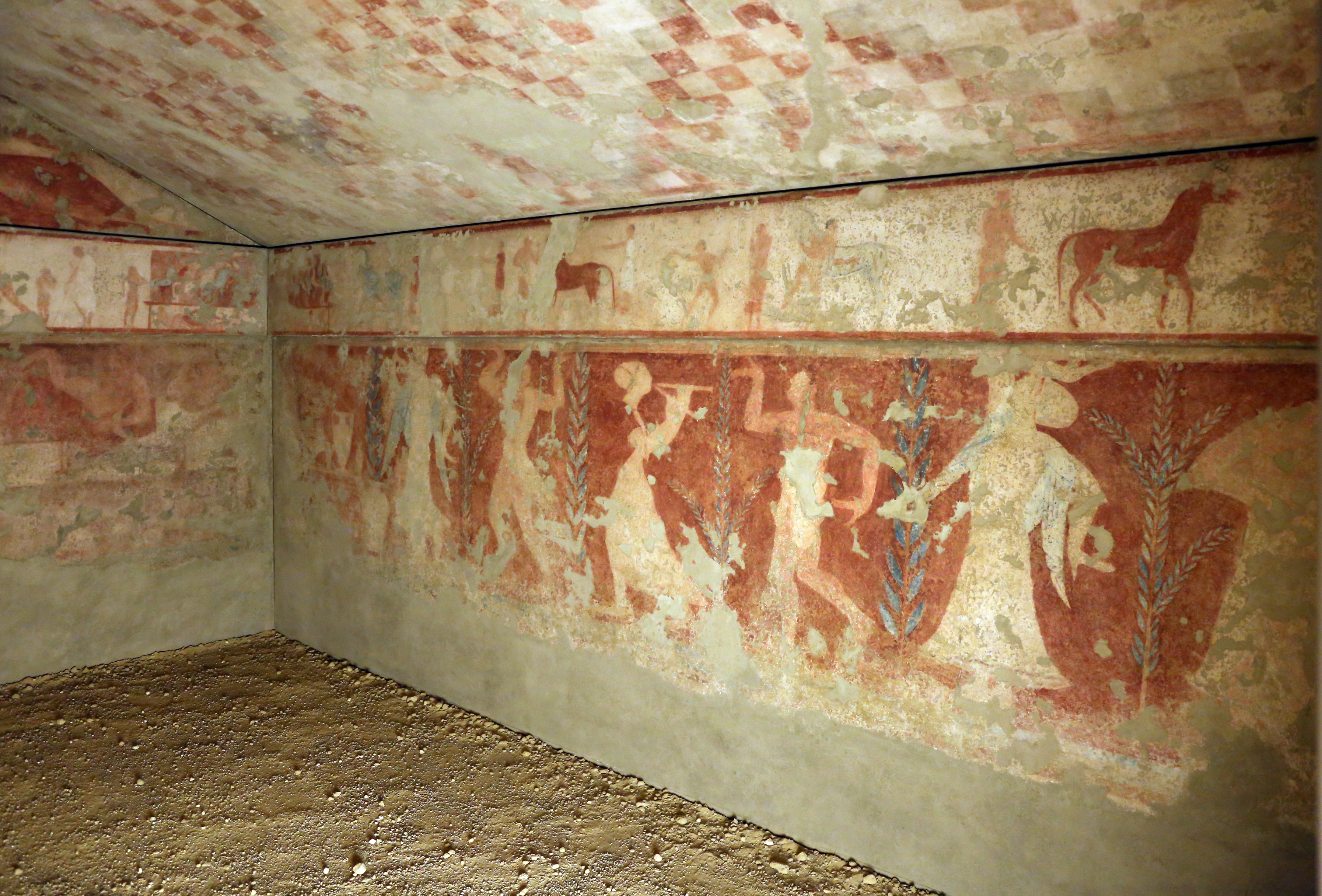
Die rechte Wand

Die Tomba delle Bighe („Grab der Zweigespanne“) ist eine etruskische Grabanlage in der Monterozzi-Nekropole von Tarquinia. Sie wurde 1827 von Otto Magnus von Stackelberg entdeckt und war zunächst unter dem Namen Tomba Stackelberg bekannt. Das Grab wird aufgrund seiner Wandmalereien in die Jahre um 490 v. Chr. datiert. Nach einem Detail dieser Malereien erhielt es seinen heute üblichen Namen. Das Grab bestand aus einer unterirdischen Kammer, deren Wände und Decke bemalt waren. Die Malereien befinden sich seit 1949 im Archäologischen Nationalmuseum von Tarquinia und sind seit ihrer Entdeckung stark verblasst. Sie gelten als ausgesprochen originell und innovativ. Viele Details der Malereien können heute nur noch auf alten Zeichnungen vor allem von Carlo Ruspi (heute im Deutschen Archäologischen Institut Rom aufbewahrt) erkannt werden.
Die Wände des Grabes tragen zwei gemalte Friese. Die Hauptwände zeigen große Malereien auf rotem Hintergrund. Darüber befindet sich ein schmaler Fries auf weißem Hintergrund. Hier sind sportliche Aktivitäten dargestellt, wie Wagenrennen, Ring- und Faustkampf, Weitsprung, Reiten, aber auch Diskus- und Speerwerfen. Sie stellen den längsten Zyklus sportlicher Wettkämpfe der etruskischen Kunst dar. Stilistisch werden sie oft mit attischer Vasenmalerei in Verbindung gebracht, während die Malereien der Hauptzone als authentisch etruskisch gelten.
Im Giebelfeld der Rückwand sieht man in der Mitte einen gemalten Stützpfeiler. In ihm ist ein großer Krater dargestellt. Links und rechts davon stehen Diener. In den Giebelecken liegt jeweils ein Mann mit einer Trinkschale für den Wein, den die Diener ausschenken. Im Streifen unter dem Giebel sind Athleten dargestellt. An den Schmalseiten des Frieses sieht man Zuschauertribünen. Die Zuschauer sitzen auf Bänken, unterhalb davon sind erotische Gruppen dargestellt, darunter ein homosexueller Geschlechtsverkehr. Die Hauptszene zeigt ein Bankett, dessen Teilnehmer auf Klinen liegen. Solche Bankettszenen sind in der Folgezeit typisch für zahlreiche etruskische Gräber in Tarquinia. Sie ist hier zum ersten Mal bezeugt. Auf der rechten Wand sieht man tanzende und musizierende Figuren. Die heute stark beschädigte linke Wand zeigte ursprünglich ebenfalls Tänzer und Musikanten im Hauptfeld.